# Clignotant (jeu de la vie)
Pour les articles homonymes, voir clignotant.

Le « clignotant », oscillateur du Jeu de la vie

Le clignotant (en anglais blinker) est une structure du Jeu de la vie, le plus petit oscillateur qui existe dans cet automate cellulaire.

## Description
Le clignotant est une petite structure de trois cellules incluses dans un carré de trois cellules de côté, qui se répète toutes les deux générations. Il est composé d'une cellule centrale et de deux cellules situées de part et d'autre ; si, sur une génération, ces cellules sont disposées horizontalement, elles apparaissent verticalement à la génération suivante. La structure semble donc clignoter.
Le clignotant apparaît spontanément dans bon nombre de configurations du Jeu de la vie.